# Finis Africae
Finis Africae é uma banda de punk rock brasileira formada em Brasília em 1984 por Ronaldo Pereira (bateria), Neto Pavanelli (baixo), Alexandre Saffi (guitarra) e Rodrigo Leitão (vocais).
A banda tornou-se nacionalmente conhecida com a canção "Armadilha", carro-chefe do álbum Finis Africae, de 1987, que vendeu aproximadamente 50 mil cópias.

## História
O nome da banda foi inspirado pela leitura do livro "O Nome da Rosa", do escritor italiano Umberto Eco, que dava ao principal mistério de sua saga o nome de "Finis Africae".
Em 1984, incentivados pelos colegas de grupos como Banda 69, Capital Inicial, Plebe Rude e Legião Urbana, os músicos Alexandre Saffi, Neto Pavanelli, Rodrigo Leitão e Ronaldo Pereira se juntaram e formaram o Finis Africae. Depois de alguns ensaios e três apresentações, José Flores (Virgem) juntou-se ao quarteto.
No ano seguinte, já embalado por shows no Rio e em São Paulo e com as músicas "Ética", "Van Gogh" e "Pânico" bem executadas nas rádios Estácio e Fluminense FM, no Rio, e 89 FM, em São Paulo, o Finis estreou em disco na coletânea Rumores, lançada pelo selo Sebo do Disco. "Van Gogh" e "Ética" foram as músicas escolhidas pelo jornalista Paulo Pestana, encarregado pelos produtores Isnaldo Lacerda e José Fernandez de arregimentar os grupos. Após as gravações, o vocalista Eduardo de Moraes substitui Rodrigo Leitão na banda. A boa repercussão do trabalho junto à crítica especializada do eixo Rio-São Paulo levou ao convite para a gravação de um EP, ainda pelo Sebo.
Em 1986, lançaram um mini-LP com seis faixas, entre elas "Armadilha", canção que fez parte da trilha sonora do filme Anjos da Noite, do estreante diretor Wilson Barros.
A pedido de Renato Russo, a gravadora EMI contratou o grupo em 1987, ano em que foi lançado o LP Finis Africae. O disco trazia regravações de parte do repertório do EP independente e uma série de composições inéditas. Este disco vendeu 50 mil cópias e, no ano de 1987, o Finis excursionou por quase todo o Brasil, aparecendo ainda em sendo divulgado em programas de TV (Bolinha, Chacrinha, Raul Gil, Fantástico, etc). Além das entrevistas em jornais, revistas e rádios a banda emplacou um dos maiores sucessos daquele ano: "Armadilha" foi uma das 40 músicas mais tocadas nas rádios brasileiras.
Em 1988, Neto e José Flores saíram do grupo, retornando a Brasília. Em seus lugares entraram Roberto Medeiros (baixo), Mac Gregor (teclado) e César Nine (guitarra). Com essa formação, o Finis se apresentou até 1990, quando, temporariamente, encerrou suas atividades, retomadas em 1999.
De 1999 a 2002, por meio da Groove Produções, o Finis Africae realizou mais de 70 shows com o projeto "Anos 80 Rock Brasil", quando a banda convidava um grupo já extinto dos anos 80 para voltar aos palcos e excursionar com ela.
Em 2000, veio o CD Maxi-single, com remixagens de sucessos do Finis. Em abril de 2002, a banda lançou o CD Finis Africae ao Vivo em Brasília, gravado durante uma apresentação no Lago Sul. Logo depois, a banda encerrou suas atividades.
Em abril de 2005, a convite da produtora GRV (organizadora da Feira de Música Independente), os integrantes das duas primeiras formações se reuniram para um show histórico, em comemoração aos 20 anos de lançamento da coletânea Rumores, na Sala Martins Penna do Teatro Nacional, em Brasília, com lotação esgotada uma semana antes da apresentação, transmitida ao vivo pelas rádios Cultura FM e Nacional FM, dentro da programação da FMI. A repercussão deste show, por parte de crítica e público, levou a banda a desenvolver o projeto de um DVD, reunindo os integrantes de todas as formações e artistas convidados.
Em 2020, lançaram o single "Santa Júlia", primeiro trabalho inédito da banda desde o LP homônimo de 1987. Neste trabalho, a formação era Cesar Nine (guitarrista egresso do Coquetel Molotov), Nelson Milese (guitarrista vindo do Kongo), Robson Riva (baterista do grupo Seletores de Frequência) e Tony Miranda (baixo), além do vocalista Eduardo de Moraes.
Em 24 de setembro de 2021, o álbum Finis Africae chegou aos serviços de streaming.

## Formação

### Primeira Formação (1984/1985)
- Alexandre Saffi (guitarra)
- José Flores (guitarra)
- Neto Pavanelli (baixo)
- Rodrigo Leitão (vocal)
- Ronaldo Pereira (bateria)

### Segunda Formação (1985/1988)
- Eduardo de Moraes (vocal)
- José Flores (guitarra)
- Neto Pavanelli (baixo)
- Ronaldo Pereira (bateria)

### Terceira Formação (1989/1990 - 1999/2002)
- César Ninne (guitarra/vocal)
- Eduardo de Moraes (vocal)
- Mac Gregor (teclados)
- Roberto Medeiros (baixo)
- Ronaldo Pereira (bateria)

### Formação da última apresentação oficial (2005)
- Alexandre Saffi (guitarra)
- José Flores (guitarra)
- Neto Pavanelli (baixo)
- Paulo Delegado (baixo)
- Rodrigo Leitão (vocal)
- Eduardo de Moraes (vocal)
- Ronaldo Pereira (bateria)

### Formação atual (2020-presente)
- Eduardo de Moraes (vocais)
- César Ninne (guitarra/vocal)
- Major Nelson (Nelson Milese) (guitarra)
- Tony Miranda (baixo)
- Robson Riva (bateria)

## Discografia

### EPs
- 1986 - Finis Africae (Selo: Sebo do Disco)[1]
- 2000 - Finis Africae [Maxi-single] (Selo: Groove Records)

### Álbuns de estúdio
- 1987 - Finis Africae (Selo: EMI-Odeon)

### Álbuns ao vivo
- 2002 - Finis Africae Ao Vivo em Brasília (Selo: Groove Records)

### Compilações
- 1984 - Rumores (Selo: Sebo do Disco)

### Singles
- 2020 - "Santa Júlia"